# Igualdad social

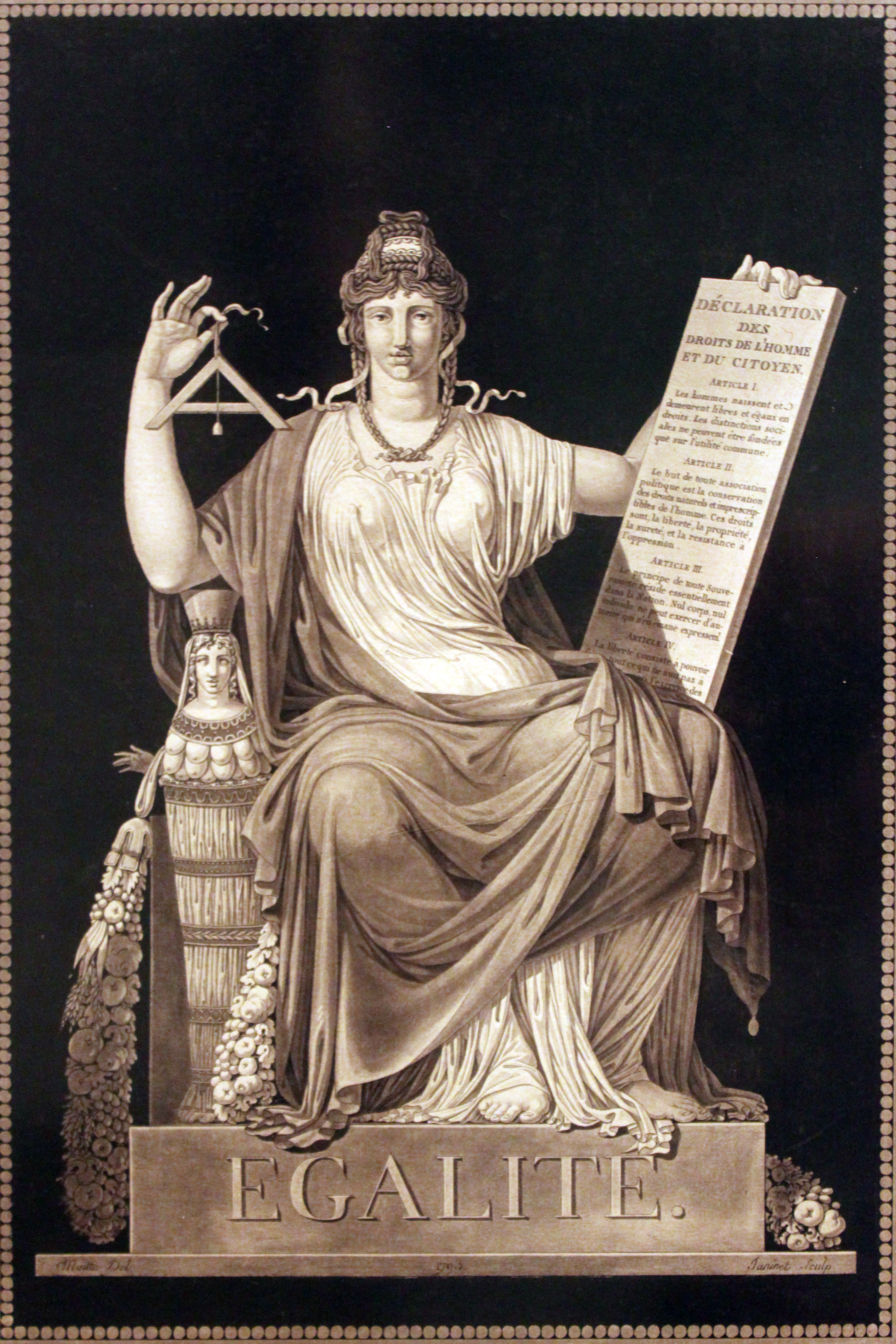
Igualdad, en francés "Égalité" segundo principio del lema Liberté, égalité, fraternité de la Revolución francesa. Atenea, alegoría de la justicia, lleva en su mano izquierda la Declaración de los Derechos del Hombre y del Ciudadano de 1789 - grabado de 1793 de Jean-Guillaume Moitte (1746-1810)

Igualdad social es la característica de aquellos estados en los que todos sus individuos o ciudadanos sin exclusión, alcanzan en la práctica la realización de todos los derechos humanos, fundamentalmente los derechos civiles y  políticos, así como los derechos económicos, sociales y culturales necesarios para alcanzar una verdadera justicia social.
La igualdad social supone el reconocimiento de la igualdad ante la ley, la igualdad de oportunidades así como la igualdad de resultados civiles, políticos, económicos y sociales.
La igualdad social es lo opuesto a la desigualdad social -desigualdad económica, esclavitud, racismo, sexismo, sociedad de castas y estamentos-, así como cualquier otro tipo de discriminación por género, etnia, orientación sexual, recursos, religión, especie biológica, idioma, edad, por discapacidad -física o intelectual- o cualquier otra condición personal.

## Igualdad social
la igualdad social es un valor fundamental para una sociedad mejor, con más justicia social, más cohesión y se considera una condición para el ejercicio de los derechos civiles y políticos y la consecución de una vida digna (derechos económicos, sociales y culturales).
La reducción de la pobreza contribuye a la erradicación de la desigualdad social, repercute de manera decisiva en una mejor salud general de la población por lo que aumenta la esperanza de vida, mejorando específicamente la salud mental, disminuye las cifras de drogodependencias, produce mejoras notables en el nivel educativo de la población y reduce la violencia social. Estos beneficios no solamente se producen en los sectores más desfavorecidos sino que la población con mayor renta o mayor estatus social también mejora sus condiciones de vida cuando aumenta la igualdad social.
Incluso comparando los países más ricos se constata que los problemas sociales y de salud también están más extendidos en las naciones ricas que son más desiguales respecto a otra   s.

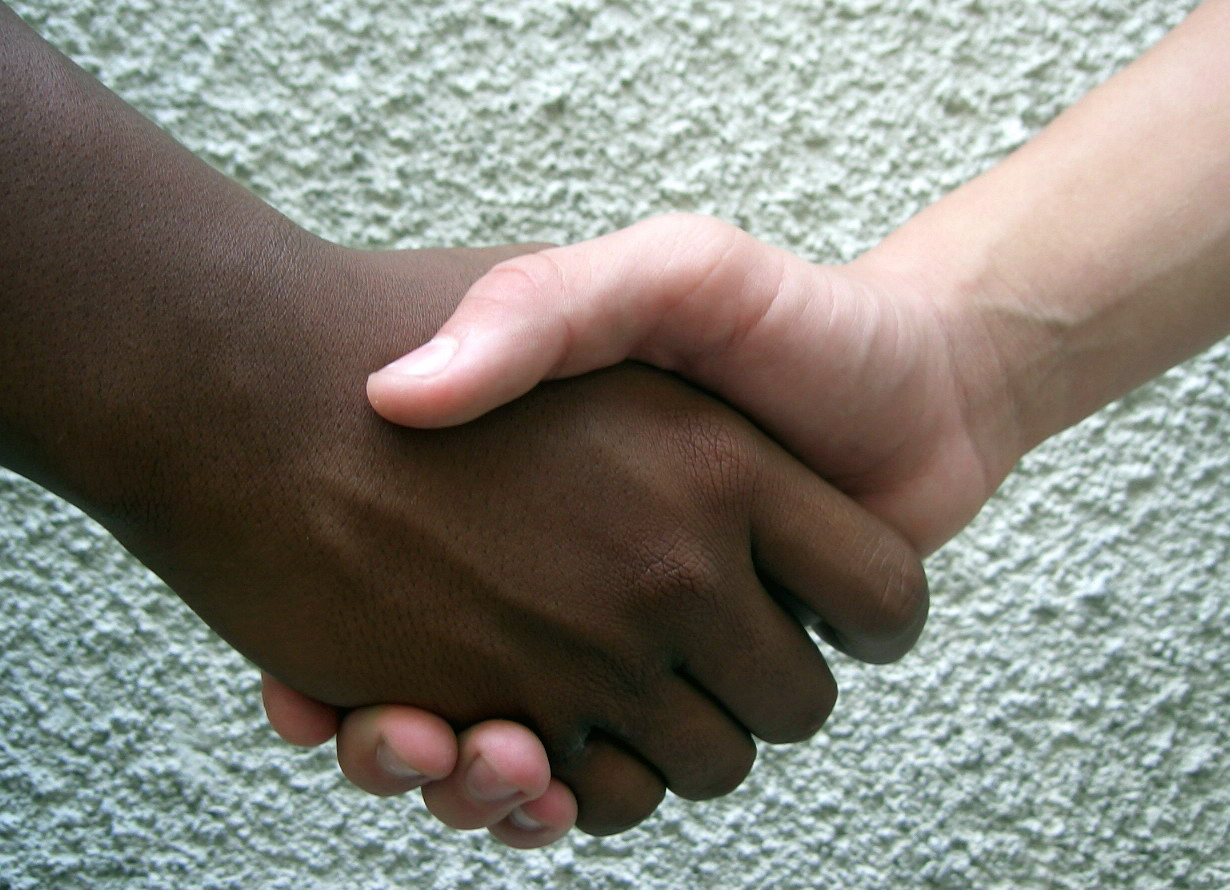
Igualdad social, sin discriminación económica, por género, etnia, religión, edad, por discapacidad (física o intelectual)

### Igualdad civil y política
La igualdad civil y política se alcanza cuando se cumplen los derechos humanos de primera generación, que son esencialmente la libertad y la participación en la vida política. Son derechos civiles y políticos, que delimitan parcelas inviolables de los seres humanos así como el derecho de los ciudadanos a votar, ser votado y participar en la gobernación del Estado. Incluyen el derecho a la libertad de expresión, el derecho a un juicio justo, la libertad de religión, y el sufragio universal.
Estos derechos fueron vistos por primera vez durante la Revolución francesa, mediante la Declaración de los Derechos del Hombre y del Ciudadano de 26 de agosto de 1789. También se recogen en la Carta de Derechos de los Estados Unidos aprobada definitivamente el 15 de diciembre de 1791. En ese mismo año, 1791, se promulga la Declaración de los Derechos de la Mujer y de la Ciudadana redactada por Olympe de Gouges en el contexto de la Revolución francesa.
Estos derechos se universalizan y amplían mediante la Declaración Universal de los Derechos Humanos ratificada el 10 de diciembre de 1948 por la ONU y el Pacto Internacional de Derechos Civiles y Políticos de 1966.

El Derecho a la vivienda digna aparece recogido en el artículo 25 de la Declaración Universal de los Derechos Humanos de 1948.

### Igualdad económica, social y cultural
La igualdad económica o de ingresos, la igualdad social y la igualdad cultural se alcanzarían si se cumplen los derechos económicos, sociales y culturales -derechos humanos de segunda generación-. La equidad o igualdad de recursos es básica tanto para poder ejercer con plenitud los derechos civiles y políticos como para tener una vida digna.
Se reconocieron por distintos gobiernos después de la Primera Guerra Mundial. Los ciudadanos  tienen que tener igualdad de condiciones y de trato. Incluyen el derecho a ser empleados, el derecho a la vivienda, a la educación y a la salud, así como la seguridad social y las prestaciones por desempleo. Al igual que los derechos de primera generación, también fueron incluidos en la Declaración Universal de los Derechos Humanos en los artículos 22 al 27 y, además, incorporados en el Pacto Internacional de Derechos Económicos, Sociales y Culturales. En Estados Unidos, el presidente Franklin D. Roosevelt propuso una segunda Carta de Derechos, que abarcaba gran parte de este tipo de derechos, en su discurso del Estado de la Unión el 11 de enero de 1944.
Se incluyen también como derechos económicos, sociales y culturales el derecho al trabajo y a la libre elección de empleo, el derecho a condiciones de trabajo equitativas y satisfactorias, la libertad sindical y derecho de huelga, la protección de la familia y los menores, el derecho a un nivel de vida adecuado y a la mejora de las condiciones de existencia -salud y educación-, y el derecho a participar en la vida cultural. También por lo tanto la protección, desarrollo y difusión de la ciencia y la cultura y el patrimonio cultural, el derecho al agua, derecho a una alimentación adecuada y derecho a un medio ambiente óptimo.
Para Thomas Piketty, defensor de la igualdad económica como condición necesaria para el crecimiento económico y el bienestar social, la tendencia histórica de mejora de las condiciones de dicha igualdad debe perseguir la reducción de la desigualdad de renta (salario, otros ingresos laborales y profesionales, pensiones, subsidios de desempleo)  así como la desigualdad de riqueza (beneficios, dividendos, intereses, rentas de capital, plusvalías) fundamentalmente mediante una progresividad fiscal.

#### Igualdad en la salud
Para alcanzar las máximas cotas de igualdad social se considera decisivo eliminar la desigualdad en la salud. Con ese objetivo las políticas de salud pública se preocupan por la higiene pública, intentando mantener limpio el medio ambiente (agua potable, red de saneamiento, eliminación de basura, calidad del aire, etc.), el sistema sanitario (infraestructuras hospitalarias, formación y dotación de especialistas sanitarios) y promoviendo estilos de vida saludables. Pero estas políticas de salud pública no son suficientes.
La constatación de la importancia que la pobreza, la exclusión social y la desigualdad social y económica tiene en la salud obliga a incorporar estas variables como factores determinantes de la salud a la hora de establecer las políticas sanitarias y de salud pública. Influyen tanto o más, en el empeoramiento de la salud, que el tabaquismo, el alcoholismo, el sedentarismo, la hipertensión, la obesidad o la diabetes; factores que suelen considerarse como objetivos y recomendaciones habituales de la OMS (WHO) y de muchos organismos públicos e instituciones sanitarias.
Por tanto el derecho a la protección y promoción de la salud que deben tener todos los habitantes del planeta exige incorporar a las políticas sanitarias medidas enfocadas a mejorar los indicadores de desigualdad económica, desigualdad social, pobreza, exclusión social y analfabetismo.